# Phumosia nigronitens
Phumosia nigronitens är en tvåvingeart som först beskrevs av Senior-white 1923.  Phumosia nigronitens ingår i släktet Phumosia och familjen spyflugor. Inga underarter finns listade i Catalogue of Life.